# Helena Klímová
Helena Klímová (* 3. února 1937 Praha) je česká skupinová analytička, psychoanalytická psychoterapeutka, publicistka, signatářka Charty 77.

## Život
Helena Klímová se narodila v Praze, za Holokaustu přišla o většinu příbuzných z matčiny strany.
V 1960 promovala na Karlově univerzitě, obor filologie. V 70. letech absolvovala psychoterapeutické výcviky a vzdělání v SUR, vedené MUDr. Jaromírem Rubešem a doc. MUDr. Jaroslavem Skálou, pořádané Českou lékařskou společností. Výcviky v rodinné terapii absolvovala u MUDr. Petra Boše, muzikoterapii u PhDr. Jitky Vodňanské. Cvičnou analýzu absolvovala u MUDr. et JUDr. Otakara Kučery, supervizi u PhDr. Šebka a PhDr. Vackové. V 90. letech absolvovala výcvik ve skupinové analýze (IGA Kodaň).
Od 1962 do 1968 pracovala a publikovala jako redaktorka Literárních novin, později přejmenované na Literární listy, v rubrice, kterou řídil Ludvík Vaculík. Po roce 1968 změnila profesi. Psychoterapeutickou praxi provozuje od 1982, nejprve v manželských poradnách, v devadesátých letech pracovala v Psychoterapeutickém středisku Břehová. Dnes provozuje soukromou praxi.
Je členkou České společnosti pro psychoanalytickou psychoterapii, České psychoterapeutické společnosti, České lékařské společnosti J. E. Purkyně, Institutu skupinové analýzy, IRENE (předsedkyně), Rafael Institutu (čestná předsedkyně) a Group-Analytic Society International (čestná členka).
Od 1958 je vdaná za spisovatele Ivana Klímu. Mají 2 děti, 4 vnoučata, 2 pravnuky.
Nebyla a není členkou žádné politické strany. Signatářkou Charty 77 od r. 1978.

## Dílo
- Nechte maličkých přijíti aneb Civilizace versus děti?, nakl. Československý spisovatel, 1966
- Jak člověk tvoří a maří svět, nakl. Konfrontace, 1997
- Rodina a trauma, nakl. Press Irene, 2014